# Fidel Sánchez Hernández
Fidel Sánchez Hernández (El Divisadero, Salvador, 7. srpnja 1917. – San Salvador, Salvador, 28. veljače 2003.) je bio političar, general i bivši salvadorski predsjednik. Vodio je Salvador tijekom burnog razdoblja (1967. – 1972.). U tom vremenskom periodu Hernández se suočio s ratom i gospodarskim previranjima.

## Životopis
Prije nego što je postao predsjednik, Fidel Sánchez Hernández je bio general u salvadorskoj vojsci, a kratko vrijeme i vojni ataše u Washingtonu i Parizu. Do funkcije atašea u SAD-u je došao nakon sudjelovanja u rušenju predsjednika Joséa Maríje Lemusa 1960. godine. Nakon toga vlast stupa vojna hunta. Kasniji predsjednik Julio Adalberto Rivera Carballo je 1962. godine promovirao Hernándeza kao ministra unutarnjih poslova čiju je dužnost obnašao do 1967. godine. Nakon toga je naslijedio Riveru na predsjedničkoj poziciji. Kao predsjednik je nastavio s progresivnim mjerama koje je započeo njegov prethodnik te je stvorio civilni kabinet.
U srpnju 1969. godine Fidel Hernández je vodio salvadorsku vojsku u kratkom, ali nasilnom Nogometnom ratu protiv Hondurasa. Tom prilikom je ostvario mnogo vojnih uspjeha okupiravši velik dio honduraškog teritorija. Na temelju sporazuma kojeg je sastavila Organizacija američkih država, Hernández se obvezao povući iz Hondurasa što je izazvalo mnogo protivljenja i nezadovoljstva kod salvadorskih vojnih zapovjednika.
Rat protiv Hondurasa je doveo Salvador do velikih gospodarskih problema. Mnogi Salvadorci koji su živjeli u susjednom Hondurasu su se u velikom broju vratili u domovinu, a zatvorene su i trgovačke rute.
Fidel Sánchez Hernández je bio na vlasti do 1972. godine kada ga je zamijenio pukovnik Arturo Armando Molina.
Hernández je umro u noći 28. veljače 2003. godine u vojnoj bolnici u San Salvadoru od srčanog udara u 85. godini života.